# 7550 Woolum
A 7550 Woolum (ideiglenes jelöléssel 1981 EV8) a Naprendszer kisbolygóövében található aszteroida. Schelte J. Bus fedezte fel 1981. március 1-jén.